# دربار سلطنتی

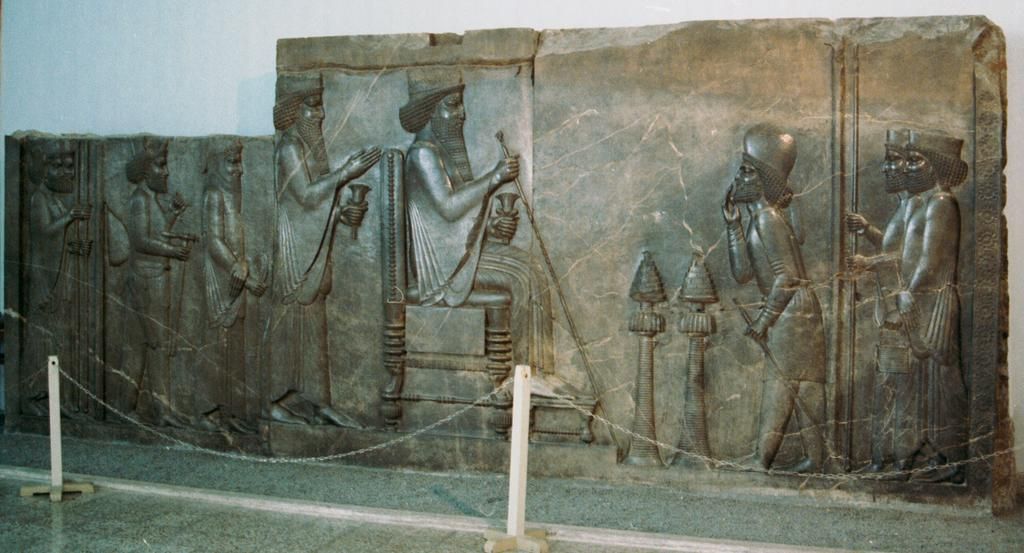
بوسهٔ ادب یکی از مهمانان در مراسم بار عام در بارگاه داریوش بزرگ.

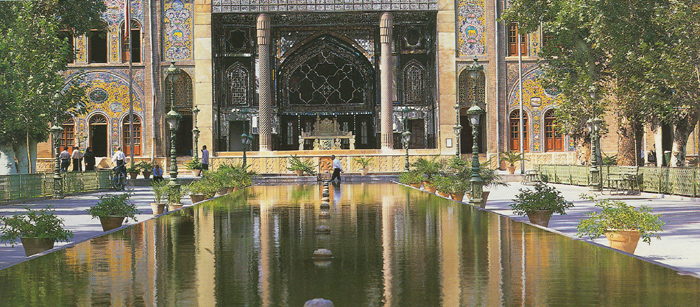
ایوان تخت مرمر در کاخ گلستان برای بار دادن شاه

دَربار سلطنتی یا بارگاه سلطنتی، به‌طور کلی به دربار و کاخ باشکوه یک پادشاهی یا امپراتوری گفته می‌شود.

## واژه
بار یا بارگاه به معنای پیشگاه و دربار یک پادشاه یا خداوند است. در سرواژهٔ «بارگاه» در لغتنامهٔ دهخدا چنین آمده‌است:

*بارگه. خیمه پادشاهان و سلاطین را گویند. (برهان). خانه و خیمه پادشاهان است که لشکر و سپاه و غیره بسلام آیند. (آنندراج). نوعی از خیام مراتب ملوک و سلاطین. (شرفنامه منیری). خیمه سخت بزرگ که بر در خرگاه ملوک و سلاطین زنند. (صحاح الفرس). در زبان عرف بمعنی اتاق پادشاهان است. (شعوری ج ۱ ورق ۱۹۱). خانه و خیمه پادشاهان است که لشکر و سپاه و غیره بسلام آیند و آن معروف است.
- جای بار دادن پادشاه. (شرفنامه منیری) (دِمزن). محلی است مخصوص پادشاه که موقع رسیدگی به عرایض مردم در آنجا می‌نشیند. (شعوری ج ۱ ورق ۱۹۱). آنجا که پادشاه به چاکران بار دهد، یعنی بپذیرد. دربار. (دمزن). قصر شاه. (دِمزن). درگاه. (مجموعه مترادفات ص ۵۹). دربخانه. (ایضاً). در خانه. (ایضاً). رزاقخانه بمعنی دربار پادشاه و سلاطین. (ایضاً)
- گاه «بارگاه» استعمال شود و مراد آیین بارگاه است. آئین درباری. رسم تشریفات. تشریفات درباری.

(همچنین بار عام و بار خاص را ببینید.)
در شاهنامهٔ فردوسی «بارگاه» اینگونه به کار رفته‌است:
| همه کاخ گاه و همه گاه شاه |  | همه بارگاهش سراسر سپاه |

در این شعر سعدی بر بارگاه و خیمه غیر شاهان نیز گفته شده‌است:
| منعم به کوه و دشت و بیابان غریب نیست |  | هرجا که رفت خیمه زد و بارگاه ساخت |

در اشعار فردوسی، سعدی، حافظ، مولوی، عطار، نظامی، خاقانی، ناصرخسرو و دیگران شاعران ایرانی نیز واژهٔ «بارگاه» به کار رفته‌است.
لغتنامهٔ دهخدا در سرواژهٔ «دربار» چنین آورده‌است:
پیشگاه و عرصه و بارگاه پادشاهان و امرا. (ناظم الاطباء). و به عربی حضرةالسلطان و حضرةالامیر گویند. (آنندراج).  کاخ شاهی. قصر سلطنتی.
در شاهنامه واژهٔ «دربار» اینگونه آمده‌است:
| چنین دید رستم از آن کار اوی |  | که برگرددآید به دربار اوی |